# Corso Vittorio Emanuele II (Bari)
Corso Vittorio Emanuele II è una delle principali strade baresi. Su questo viale si affacciano numerosi edifici amministrativi e culturali, come il Palazzo del Comune e il Teatro Margherita. Il viale prosegue verso Piazza Giuseppe Garibaldi.

## Storia
Il Corso fu aperto intorno alla seconda metà del XIX secolo da Ferdinando II delle Due Sicilie, nell'ambito di lavori che modificarono l'assetto del quartiere murattiano della città. In particolare il Re fece realizzare l'innesto viario tra due grandi strade urbane, Via Borbonica (l'attuale via Sparano ) ove fece costruire anche una chiesa intitolata a San Ferdinando, e un lungo viale che costeggiava il borgo antico, denominato Corso Ferdinandeo.
Il progetto originario prevedeva la realizzazione, all'estremità del Corso, di una vera e propria "cittadella borbonica" di edifici di pubblicà utilità: di questo progetto furono costruiti soltanto il Palazzo della Prefettura e il Teatro Piccinni, in seguito ampliato per ospitare le sale municipali. Non fu invece realizzato l'Archivio del Regno, che sarebbe sorto sull'angolo dell'attuale Piazza Massari e avrebbe chiuso il prospetto del Corso.
In seguito all'Unità d'Italia (1861) il Corso Ferdinandeo assunse l'attuale denominazione in onore del nuovo Re Vittorio Emanuele II di Savoia. Negli anni successivi il tratto fu ampliato e venne aperta Piazza Garibaldi all'estremità ovest.
Nel XX secolo, allo scopo di chiudere l'imbocco del Corso ai venti provenienti dal mare, fu realizzato il Teatro Margherita, verso est.
Attualmente Corso Vittorio Emanuele è una delle vie più ampie e vissute di Bari, sulla quale si affacciano numerosi edifici commerciali e di ristorazione .